# Relativistische Rakete
Eine relativistische Rakete ist ein hypothetisches, nach dem Raketenprinzip angetriebenes Raumfahrzeug, dessen Fluggeschwindigkeit der Lichtgeschwindigkeit so nahe kommt, dass bedeutende relativistische Effekte auftreten. Ab wann man von bedeutenden relativistischen Effekten spricht, kommt auf den Zusammenhang an, aber man kann ungefähr sagen, dass sich das Fahrzeug mindestens mit halber Lichtgeschwindigkeit (0,5 c) bewegt. Bei 0,5 c haben der Lorentzfaktor γ (Gamma), und mit ihm Zeitdilatation, und Längenkontraktion den Wert 1,15. Bei solchen und höheren Geschwindigkeiten ist relativistische Physik erforderlich, um die Bewegung zu beschreiben. Bei langsameren Raketen sind Newtonsche Physik und Ziolkowskis Raketengrundgleichung hinreichend gute Näherungen.

## Allgemeines
Eine Rakete ist dadurch definiert, dass sie ihre gesamte Reaktionsmasse, Energie und Triebwerke mit sich führt. Fahrzeuge mit Bussard Ramjet, Sonnensegel, Maser- oder Laser-elektrischem Antrieb sind daher keine Raketen.
Um relativistische Geschwindigkeiten zu erreichen, sind fortgeschrittene Raumantriebsmethoden notwendig, die heute noch nicht weit genug entwickelt sind. Mit nuklearem Pulsantrieb könnten unter Verwendung heute bekannter Technologie theoretisch 0,1 c erreicht werden, aber auch dafür wären noch zahlreiche technische Weiterentwicklungen erforderlich. Der Lorentzfaktor γ bei 0,1 c ist 1,005. Eine Zeitdilatation von 1,005, die bei 0,1 c auftritt, ist zu klein, um bedeutende Auswirkungen zu haben. Eine interstellare Rakete, die sich mit 0,1c fortbewegt, ist daher als nichtrelativistisch anzusehen, und ihre Bewegung lässt sich mit newtonscher Physik nahezu hinreichend genau beschreiben.
In der Regel werden relativistische Raketen im Zusammenhang mit interstellarer Raumfahrt diskutiert, denn meist würden sie lange Wegstrecken benötigen, um auf so hohe Geschwindigkeiten zu beschleunigen. Auch in Gedankenexperimenten wie dem Zwillingsparadoxon kommen sie vor.

## Relativistische Raketengrundgleichung
Wie bei der klassischen Raketengrundgleichung geht es auch hier darum, die Geschwindigkeitszunahme Δv zu berechnen, die eine Raketen erzielen kann, wenn der spezifische Impuls {\displaystyle I_{sp}} und das Verhältnis zwischen Startmasse m0 und Leermasse m1 gegeben sind. Der spezifische Impuls hat die Dimension einer Geschwindigkeit und gibt den Impuls an, der durch den Ausstoß einer bestimmten Treibstoffmenge auf die Rakete übertragen wird, geteilt durch die Masse dieser Treibstoffmenge.

### Spezifischer Impuls
Der spezifische Impuls relativistischer Raketen ist gleich der effektiven Ausströmgeschwindigkeit, obwohl der nichtlineare Zusammenhang von Geschwindigkeit und Impuls und die Umwandlung von Masse in Energie berücksichtigt werden müssen. Die beiden Effekte löschen einander aus. Es gilt:
{\displaystyle I_{sp}=v_{e}}
Dies gilt natürlich nur, wenn die Rakete keine externe Energiequelle hat (zum Beispiel einen Laserstrahl von einer Raumstation. In diesem Fall müsste auch der vom Laserstrahl transportierte Impuls mit in die Rechnung einbezogen werden). Wenn die gesamte Energie zur Beschleunigung des Treibstoffs von einer externen Quelle kommt, ohne dass zugleich zusätzlicher Impuls übertragen wird, ist die Beziehung zwischen effektiver Ausströmgeschwindigkeit und spezifischem Impuls wie folgt:
{\displaystyle I_{sp}={\frac {v_{e}}{\sqrt {1-{\frac {v_{e}^{2}}{c^{2}}}}}}=\gamma _{e}\ v_{e},}
(wobei {\displaystyle \gamma } der Lorentzfaktor ist).
Gibt es keine externe Energiequelle, dann interessiert auch die Beziehung zwischen {\displaystyle I_{sp}} und dem Anteil {\displaystyle \eta } der Treibstoffmasse, der zu Energie wird. Unter der Annahme, dass es keine Verluste gibt, ist
{\displaystyle \eta =1-{\sqrt {1-{\frac {I_{sp}^{2}}{c^{2}}}}}=1-{\frac {1}{\gamma _{sp}}}.}
Die Umkehrrelation ist:
{\displaystyle I_{sp}=c\cdot {\sqrt {2\eta -\eta ^{2}}}.}
In dieser Tabelle werden für einige Treibstoffe die zu Energie konvertierten Anteile und die entsprechenden spezifischen Impulse gezeigt, bezogen auf die Lichtgeschwindigkeit (Verluste nicht berücksichtigt, falls nicht anders angegeben):
| Treibstoff                                                                                    | {\displaystyle \eta } | {\displaystyle I_{sp}/c} |
| --------------------------------------------------------------------------------------------- | --------------------- | ------------------------ |
| Elektron-Positron-Paarvernichtung                                                             | 1                     | 1                        |
| Proton-Antiproton-Paarvernichtung, nur mit geladenen Pionen                                   | 0,56                  | 0,60                     |
| Elektron-Positron-Paarvernichtung mit einfacher hemisphärischer Absorption der Gammastrahlung | 1                     | 0,25                     |
| Elektron-Positron-Paarvernichtung mit hemisphärischer Compton-Streuung                        | 1                     | >0,25                    |
| Kernfusion: H zu He                                                                           | 0,00712               | 0,119                    |
| Kernspaltung: 235U                                                                            | 0,001                 | 0,04                     |

### Delta-v
Zur Vereinfachung der Berechnungen nehmen wir an, dass während der Beschleunigungsphase die Beschleunigung im Bezugssystem der Rakete (die relativistische Eigenbeschleunigung) konstant ist. Das Resultat gilt jedoch auch bei veränderlicher Beschleunigung, solange {\displaystyle I_{sp}} konstant ist.
Im nichtrelativistischen Fall ergibt die (klassische) Ziolkowski'sche Raketengleichung, dass
{\displaystyle \Delta v=I_{sp}\ln {\frac {m_{0}}{m_{1}}}}
Unter der Annahme konstanter Beschleunigung {\displaystyle a} ist die Dauer der Beschleunigungsphase:
{\displaystyle t={\frac {I_{sp}}{a}}\ln {\frac {m_{0}}{m_{1}}}}
Die Gleichung gilt auch im relativistischen Fall, wenn {\displaystyle a} die Beschleunigung im Bezugssystem der Rakete ist und {\displaystyle t} die Bordzeit, denn zur Zeit 0 ist das Verhältnis zwischen Kraft und Beschleunigung das gleiche wie im klassischen Fall.
Wendet man die Lorentz-Transformation auf die Beschleunigung an, kann man die Endgeschwindigkeit {\displaystyle \Delta v} relativ zum ruhenden Bezugssystem (d. h. zum Bezugssystem der Rakete vor der Beschleunigungsphase) berechnen als Funktion der Eigenbeschleunigung im mitbewegten Bezugssystem und der Zeit {\displaystyle t'} im ruhenden Bezugssystem. Das Resultat ist
{\displaystyle \Delta v={\frac {a\cdot t'}{\sqrt {1+{\frac {(a\cdot t')^{2}}{c^{2}}}}}}}
Die damit zusammenhängende Bewegungsform wird auch als relativistische Hyperbelbewegung bezeichnet. Die Zeit im ruhenden Bezugssystem verhält sich zur Bordzeit nach folgender Gleichung:
{\displaystyle t'={\frac {c}{a}}\sinh \left({\frac {a\cdot t}{c}}\right)}
Setzt man die Bordzeit in Ziolkowskis Gleichung ein und setzt man die resultierende Zeit im ruhenden System in den Ausdruck für {\displaystyle \Delta v}, so erhält man die gesuchte Formel:
{\displaystyle \Delta v=c\cdot \tanh \left({\frac {I_{sp}}{c}}\ln {\frac {m_{0}}{m_{1}}}\right)}
Die Formel für die entsprechende Rapidität (der Areatangens hyperbolicus der Geschwindigkeit geteilt durch die Lichtgeschwindigkeit) ist einfacher:
{\displaystyle \Delta r={\frac {I_{sp}}{c}}\ln {\frac {m_{0}}{m_{1}}}}
Weil man Rapiditäten, im Unterschied zu relativistischen Geschwindigkeiten, einfach addieren kann, sind sie nützlich, um den Gesamtwert von {\displaystyle \Delta v} für Mehrstufenraketen zu errechnen.

## Raketenantrieb durch Materie-Antimaterie-Annihilation
Aus den obigen Berechnungen geht hervor, dass eine relativistische Rakete wahrscheinlich durch Antimaterie angetrieben werden muss. Neben der Photonenrakete ist die „beam core“-Pionenrakete eine denkbare Bauart einer Antimaterierakete, mit der die für Interstellarflüge erforderliche Geschwindigkeit von 0,5 c erreicht werden kann. In einer Pionenrakete wird Antimaterie in Form von gefrorenem Antiwasserstoff in supraleitenden magnetischen Flaschen vorrätig gehalten. (Antiwasserstoff wie auch normaler Wasserstoff sind diamagnetisch und können daher durch magnetische Felder in der Schwebe gehalten werden.) Durch Laser wird der Antiwasserstoff mit einer Rate von einigen Gramm pro Sekunde verdampft und ionisiert. Der Pionenantrieb könnte eine supraleitende Düse mit Magneten von 10 Tesla oder mehr benötigen.

### Zur Konstruktion einer Pionenrakete
Robert Frisbee und Ulrich Walter haben die Pionenrakete unabhängig voneinander und mit ähnlichen Ergebnissen untersucht. Pionen (auch als Pi-Mesonen bezeichnet) werden bei der Paarvernichtung von Protonen mit Antiprotonen erzeugt. In der magnetischen „Brennkammer“ eines Pionenraketen-Triebwerks sollen die Antiprotonen, in Form von gefrorenem Antiwasserstoff, mit der exakt gleichen Menge normaler Protonen zusammengebracht werden. Die dabei entstehenden geladenen Pionen haben eine Geschwindigkeit von 0,94 c (d. h. β = 0,94) und einen Lorentzfaktor γ von 2,93, wodurch ihre Lebensdauer sich so weit verlängert, dass sie sich im Mittel 2,6 Meter weit durch die Düse bewegen, bevor sie zu Myonen zerfallen. 60 % der Pionen sind entweder negativ oder positiv geladen und 40 % sind elektrisch neutral. Die neutralen Pionen zerfallen sofort zu Gammastrahlung. Gammastrahlung dieser Energie kann mit keinem bekannten Material reflektiert werden, jedoch unterliegt sie der Compton-Streuung. Durch einen Schild aus Wolfram könnten Besatzung und Antiwasserstoff-Tanks wirksam gegen die Gammastrahlung abgeschirmt werden. Die geladenen Pionen bewegen sich in Schraubenlinien um die axialen elektromagnetischen Feldlinien in der Düse und können so zu einem Strahl gebündelt werden, der theoretisch mit 0,94 c austritt. Wenn 1 kg Pionen pro Sekunde ausgestoßen würden, hätte das Pionentriebwerk einen Schub von 282 Meganewton, aber bei realen Materie-Antimaterie-Reaktionen gehen 78 % der Massenenergie des Treibstoffs als Gammastrahlung verloren und die effektive Strahlgeschwindigkeit fällt daher auf nur 0,33 c. Der Diamagnetismus könnte dazu benutzt werden, Antiwasserstoff-Eis in einer supraleitenden magnetischen Vakuumflasche zu speichern. Ihre Temperatur müsste unter 1 K gehalten werden, um zu verhindern, dass Antiwasserstoff sublimiert und an den Gefäßwänden Annihilation verursacht.